# ペドラフィータ・ド・セブレイロ

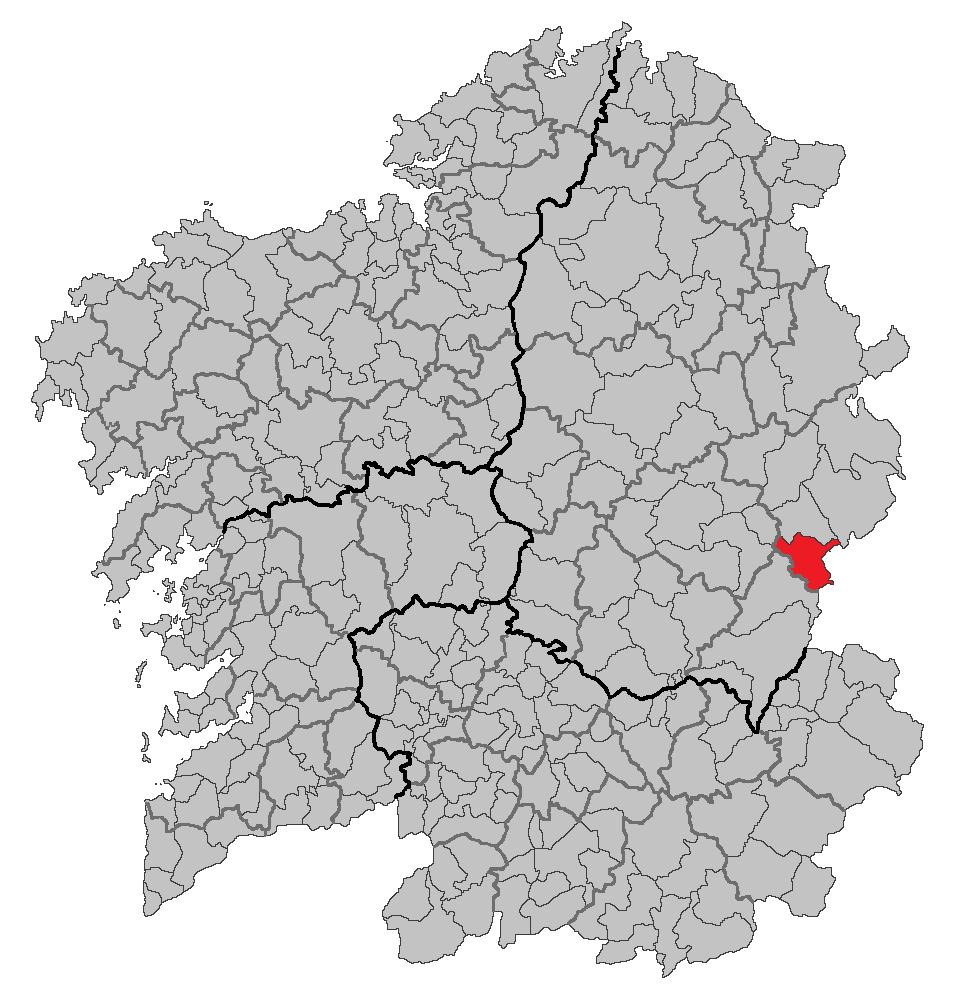

ペドラフィータ・ド・セブレイロ（Pedrafita do Cebreiro）は、スペイン、ガリシア州、ルーゴ県の自治体。コマルカ・ドス・アンカーレスに属する。ガリシア統計局によれば2012年の人口は1,199人（2010年：1,263人、2008年：1,336人、2007年：1,368人、2006年：1,414人、2005年：1,456人、2004年：1,486人、2003年：1,517人）。地名のセブレイロは"Equos Feros"に由来するという説が、最も受け入れられているが、今なお議論がある。住民呼称は、cebreirego/-a。カスティーリャ語表記はPiedrafita del Cebrero（ピエドラフィータ・デル・セブレーロ）。
ガリシア語話者の自治体人口に占める割合は99.02%（2001年）。

## 地理
ペドラフィータ・ド・セブレイロはルーゴ県の南東部に位置し、コマルカ・ドス・アンカーレスに属する。北はアス・ノガイス、南はフォルゴーソ・ド・コウレル、西はサモスとトリアカステーラの各自治体と隣接、東はカスティーリャ・イ・レオン州のレオン県と接している。自治体中心地区はペドラフィータ・ド・セブレイロ教区のペドラフィータ・ド・セブレイロ地区。
ペドラフィータ・ド・セブレイロはベセレアー司法管轄区に属す。

### 人口
住民は12の教区の53の（集落）に居住する。
| ペドラフィータ・ド・セブレイロの人口推移 1900－2010     |
|                                                         |
| 出典:INE（スペイン国立統計局）1900年 - 1991年、1996年 - |

## 政治
自治体首長はガリシア社会党（PSdeG-PSOE）のホセ・ルイス・ラポーソ・マグダレーナ（José Luis Raposo Magdalena）、自治体評議員はガリシア社会党：7、ガリシア国民党（PPdeG）：2となっている（2011年5月22日自治体選挙結果、得票順）。
| 1999年6月13日自治体選挙。 |        |        |          |
| 政党                      | 得票数 | 得票率 | 獲得議席 |
| PSdeG-PSOE                | 800    | 63.14% | 6        |
| PPdeG                     | 290    | 22.89% | 2        |
| BNG                       | 174    | 13.73% | 1        |

| 2003年5月25日自治体選挙 |        |        |          |
| 政党                    | 得票数 | 得票率 | 獲得議席 |
| PSdeG-PSOE              | 823    | 72.00% | 7        |
| PPdeG                   | 213    | 18.64% | 2        |
| BNG                     | 101    | 8.84%  | 0        |

| 2007年5月27日自治体選挙 |        |        |          |
| 政党                    | 得票数 | 得票率 | 獲得議席 |
| PSdeG-PSOE              | 748    | 70.10% | 7        |
| BNG                     | 168    | 15.75% | 1        |
| PPdeG                   | 146    | 13.68% | 1        |

| 2011年5月22日の自治体選挙 |        |        |          |
| 政党                      | 得票数 | 得票率 | 獲得議席 |
| PSdeG-PSOE                | 693    | 71.44% | 7        |
| PPdeG                     | 252    | 25.98% | 2        |
| BNG                       | 10     | 1.03%  | 0        |

## 歴史的建造物
- サンタ･マリーア・ド・セブレイロ教会 - サンティアゴ巡礼路の峠に位置する、中世の修道院の一部として建造されたプレロマネスク教会。
- アンカーレス山地のパジョーサス - パジョーサ（Palloza）は石造り円形の人と家畜が共に住むための、かつてのこの地域に伝統的な家屋である。

## 教区
ペドラフィータ・ド・セブレイロは12の教区に分けられる。太字は自治体中心地区のある教区。
- オ・セブレイロ（サンタ・マリーア）
- フォンフリーア（サン・ショアン）
- オスピタル（サン・ショアン）
- リニャーレス（サント・エステーボ）
- ロウサーダ（サン・ビセンテ）
- ロウサレーラ（サン・ショアン）
- パシオス（サン・ロウレンソ）
- パドルネーロ（サン・ショアン）
- ペドラフィータ・ド・セブレイロ（サント・アントン）
- リオセレイシャ（サンタ・マリーア・マダレーナ）
- ベイガ・デ・フォルカス（サンタ・マリーア）
- サンフォーガ（サン・マルティーニョ）

## ギャラリー

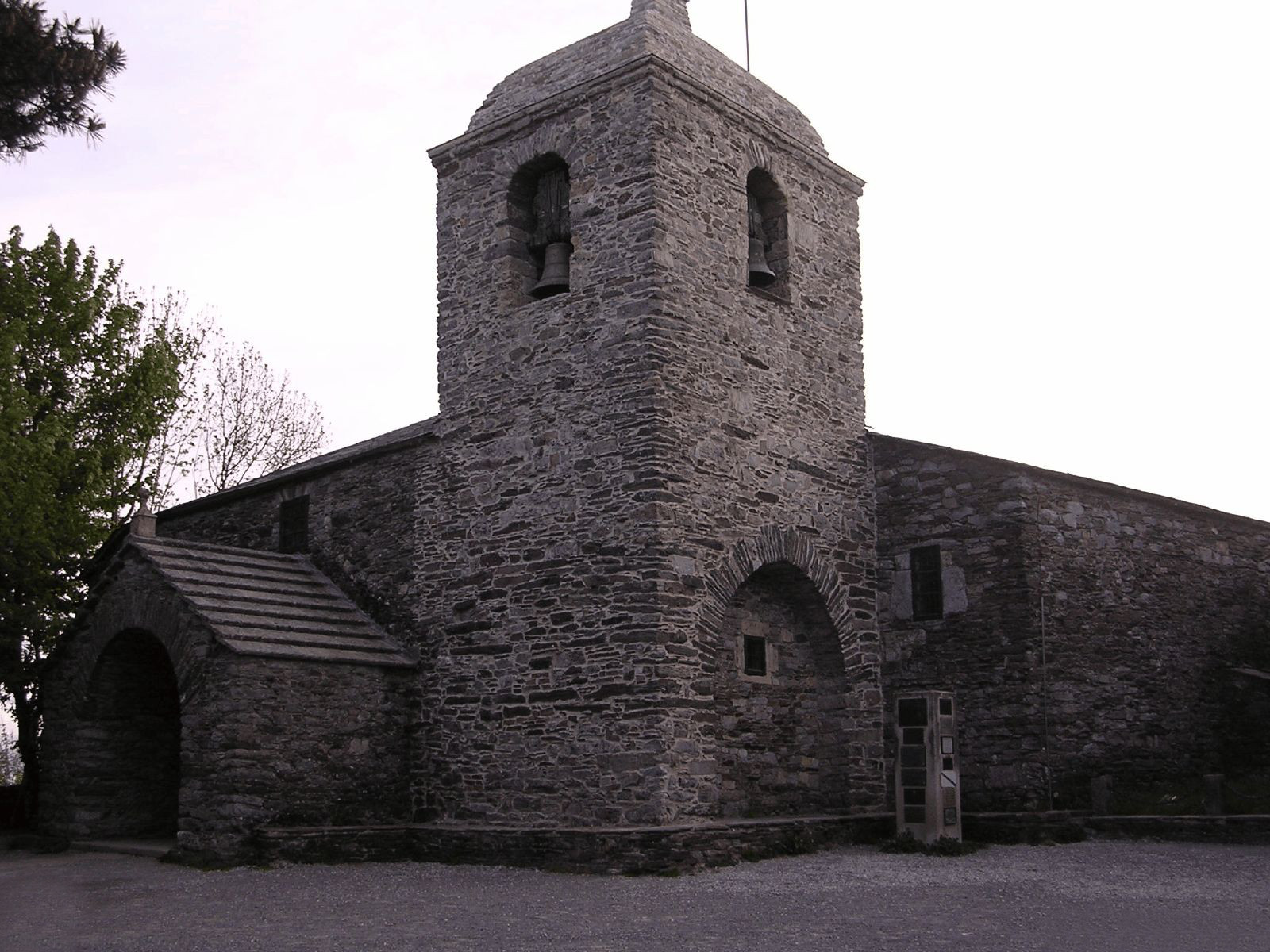
サンタ・マリーア教会
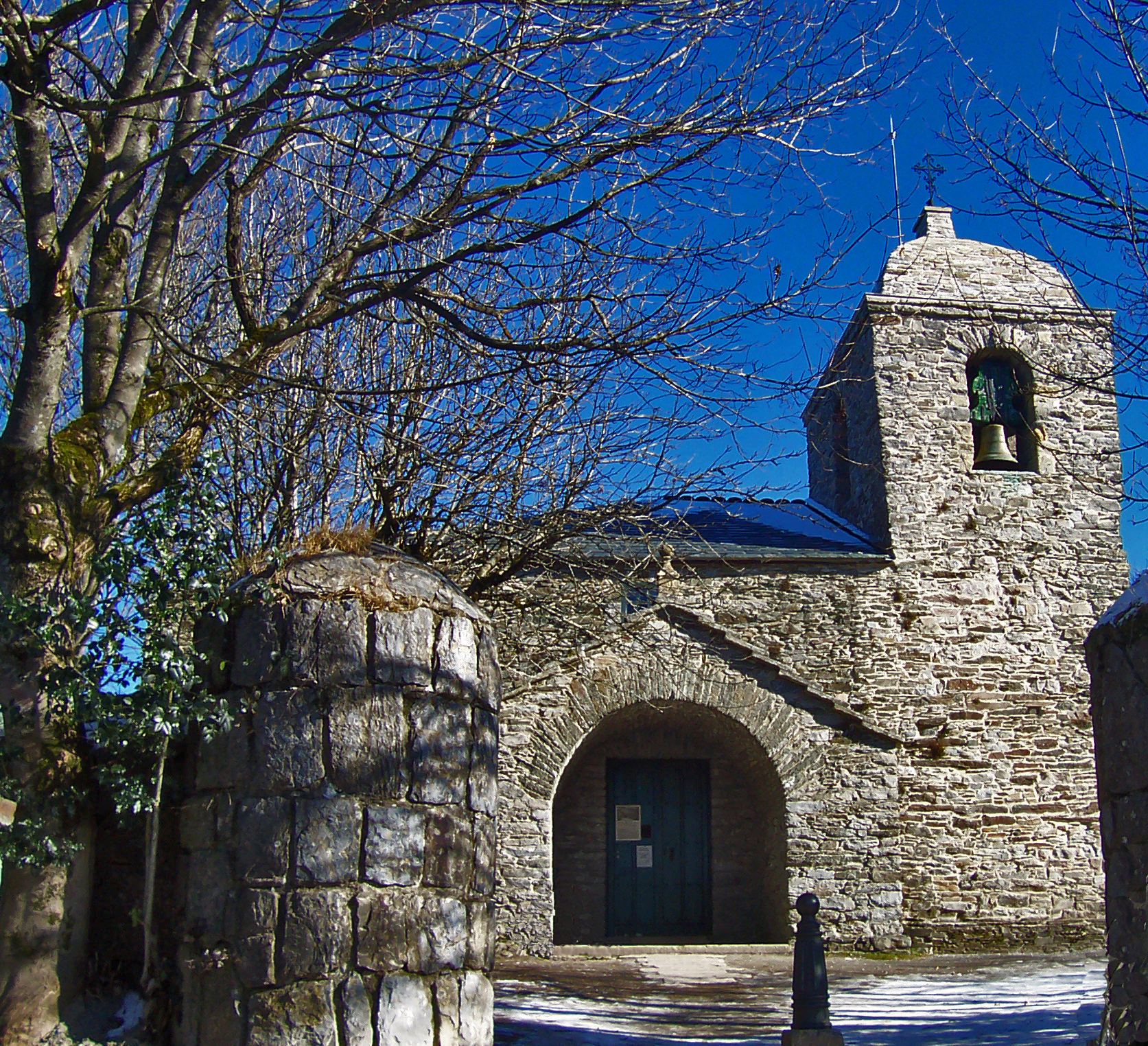
サンタ・マリーア教会
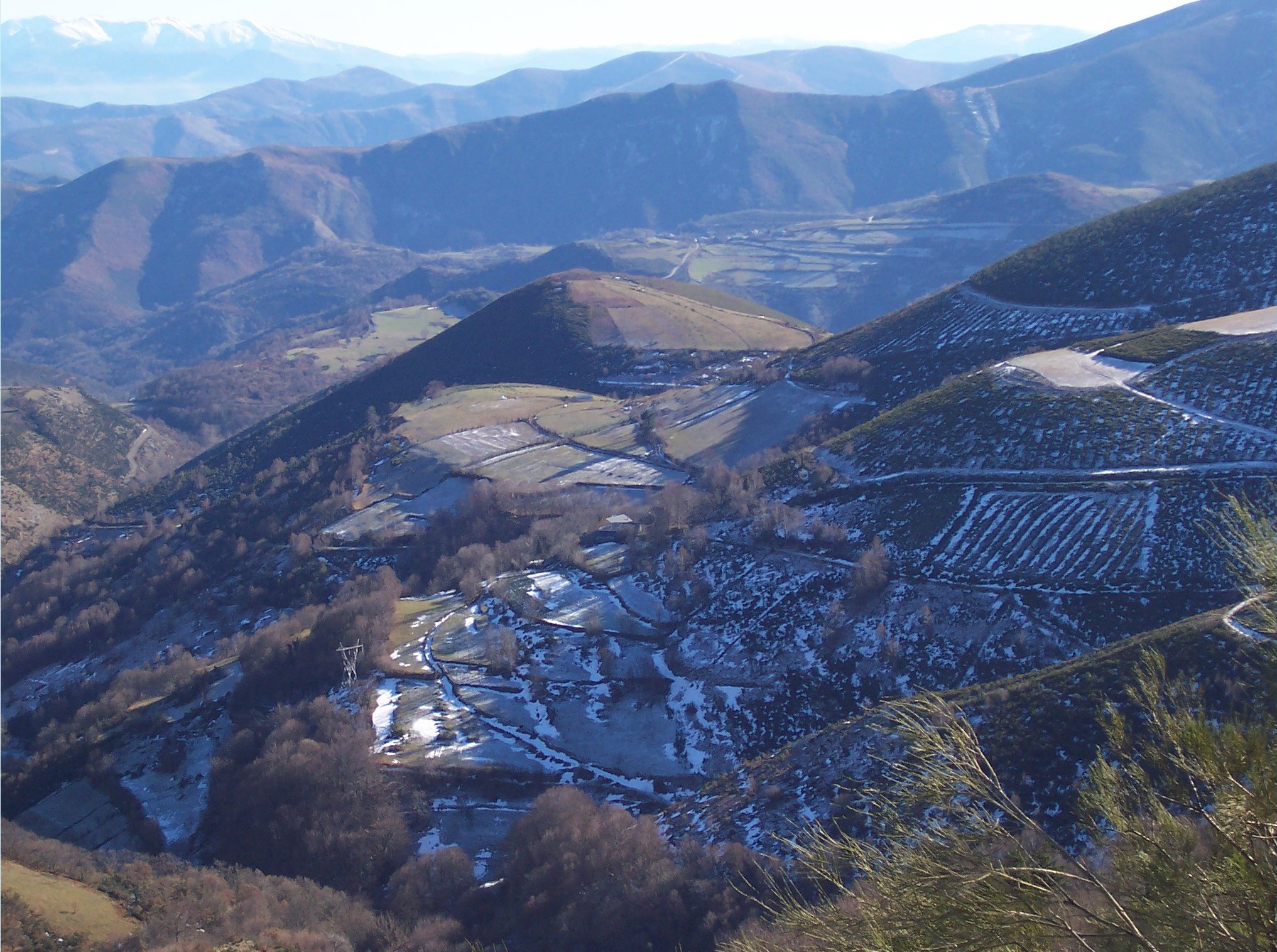
アンカーレス山地
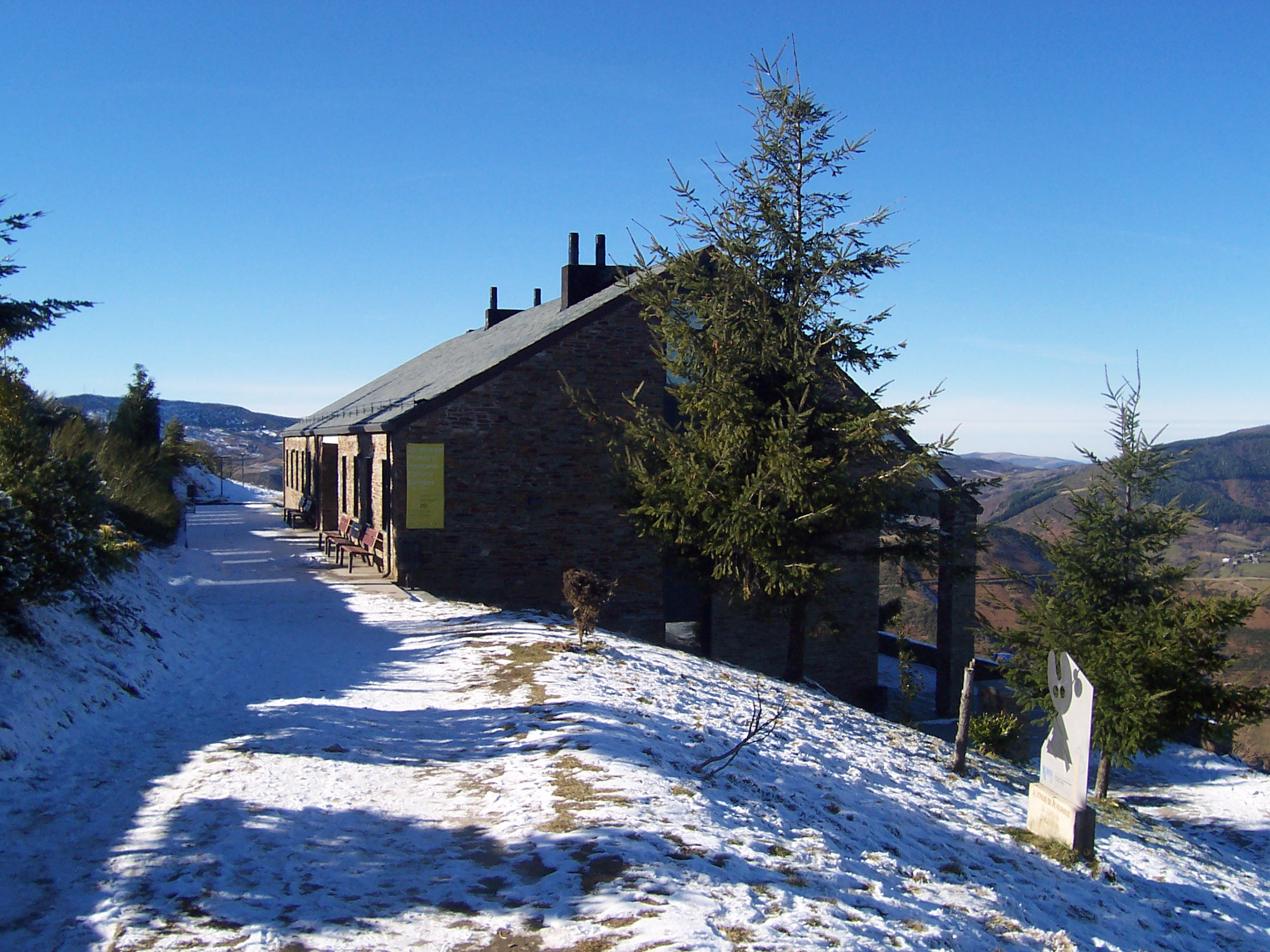
オ・セブレイロの宿泊所
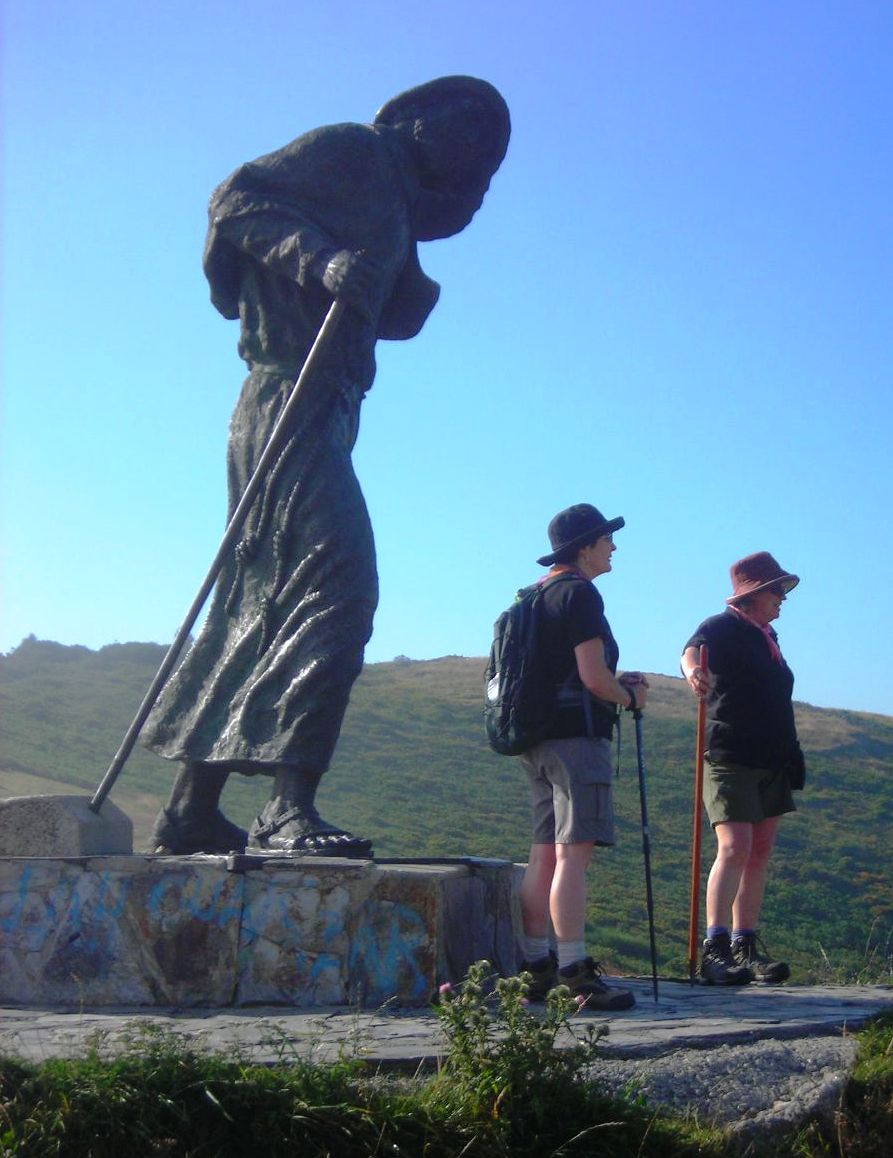
サンティアゴ巡礼路、サン・ローケ峠
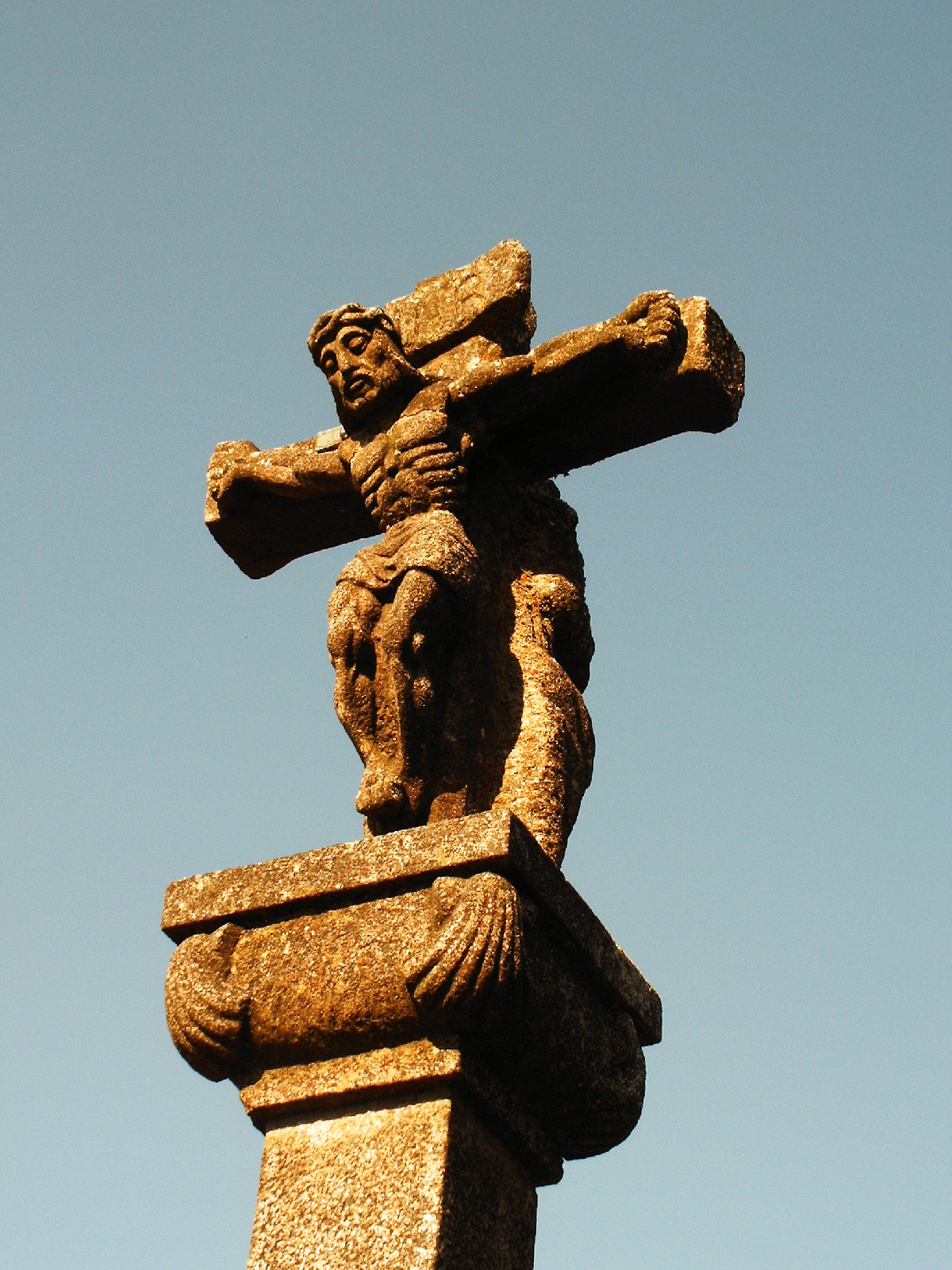
オ・セブレイロのクルセイロ
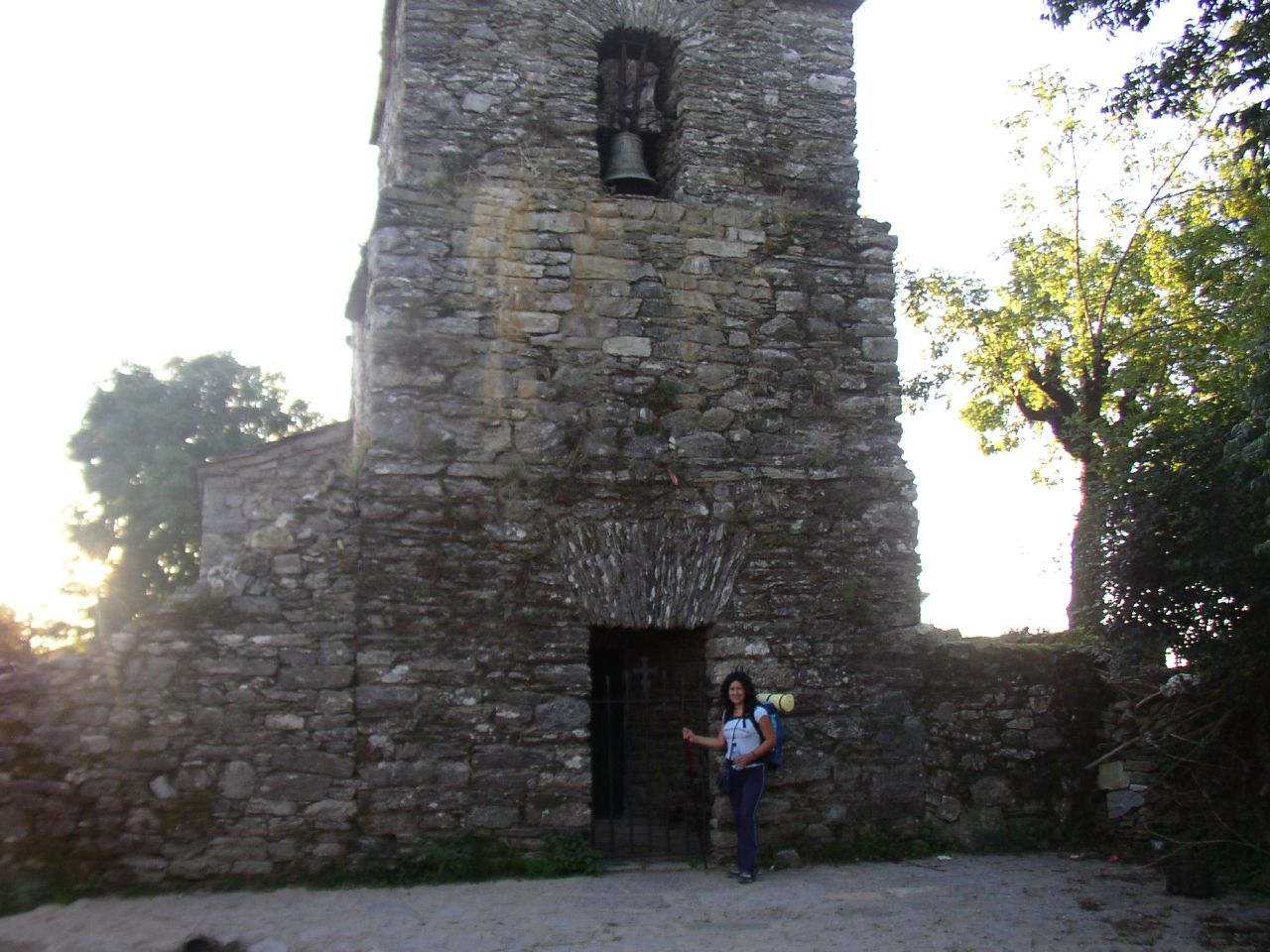
オスピタル・デ・コンデサ